# Cause and Effect
Cause and Effect är ett musikalbum från 2008 av Maria Mena.

## Låtlista
1. Power Trip Ballad
2. Belly Up
3. All This Time (Pick-Me-Up Song)
4. Cause And Effect
5. I'm On Your Side
6. Eyesore
7. Where Were You
8. I'm In Love
9. Self-Fulfilling Prophecy
10. Dear...